# Iolaus anesius
Iolaus anesius är en fjärilsart som beskrevs av Gustaaf Hulstaert 1924. Iolaus anesius ingår i släktet Iolaus och familjen juvelvingar. Inga underarter finns listade i Catalogue of Life.